# Иверонов, Сергей Александрович
Сергей Александрович Иверонов (1861 — 1943) — управляющий Пермской казённой палатой в 1895—1900 годах, управляющий Владимирской казённой палатой в 1900—1906 годах, управляющий Ярославской губернской казенной палатой в 1906—1912 годах.

## Биография
Родился в семье диакона Александра Ивановича Иверонова (1812—1870), выпускника Московской духовной семинарии 1856 года по первому разряду, который умер рано, оставив вдову с тремя малолетними детьми. Мать Анна Александровна. Брат Иван будущий известный русский геодезист, астроном и гравиметрист. Сестра Варвара Александровна Иверонова служила сотрудником Народного комиссариата внутренних дел РСФСР в  1922—1927 годах. Сергей Александрович воспитывался в Московском пансионе М. Н. Мухановой, затем окончил Московский университет.
На службе и в классном чине с 1887 года, чиновником министерства финансов в 1887—1895 годах, управляющим Пермской казённой палатой в 1895—1900 годах, управляющим Владимирской казённой палатой в 1900—1906 годах, управляющим Ярославской губернской казенной палатой в 24.03.1906-2.04.1912 годах. С гражданской службы подал в отставку с 2 апреля 1912 года. Перешёл на работу секретарём Московского Биржевого комитета при Московском Биржевом обществе в 1912—1917 годах, «занимался разработкой поручаемых им особо крупных вопросов, составлял проект доклада, устанавливал окончательную редакцию и подбирал материалы, которые отправляли в министерство финансов. Если вопрос проходил через особую комиссию, или совещание, то в таковых он секретарствовал. В частности занимался пересмотром артельного законодательства и не был яркой фигурой на биржевом фоне».
Являлся членом Владимирского отдела Императорского православного палестинского общества в 1903—1906 годах, председателем правления Кружка трудовой помощи в Москве при сельскохозяйственной трудовой колонии с 1912—1915 годах, попечителем Киркеевской земской школы Суздальского уезда в 1913 году, был пайщиком в товариществе на паях «М. Таубер, К. Цветков и Ко», среди учредителей которого был его брат Иван, до 1917 года.
После 1917 года являлся консультантом Центрального управления налогами и государственными доходами. В 1923—1924 годах в качестве ведущего сотрудника Наркомфина читал лекции по «Технике прямого налогообложения» на курсах Наркомфина и по «Технике податного обложения» в Московском промышленно-экономическом институте. Затем продолжил работать в министерстве финансов СССР в 19.01.1925 — 09.04.1927 годах. В 1943 году сотрудничал с отделом снабжения Народного комиссариата продовольствия РСФСР. Являлся персональным пенсионером республиканского значения.
Семья
Венчался 29 октября 1895 года на дочери секретаря особенной канцелярии министра внутренних дел тайного советника Степана Степановича Перфильева (1838—26.10.1908) Варваре (род. 09.08.1863) в церкви при Николаевском кадетском корпусе.
Сын Степан Сергеевич Иверонов работал во Всероссийском союзе сельскохозяйственной кооперации по снабжению крестьянского хозяйства средствами производства в 1920-х годах.

## Вклад в науку
В июне 1899 года принимал участие в уральской экспедиции Д. И. Менделеева, предоставил материал для книги «Уральская железная промышленность в 1899 году» в части свода важных сведений по Пермской губернии. Дмитрий Иванович поблагодарил пермского представителя министерства финансов Сергея Александровича.
Труды Сергея Александровича по детским трудовым колониям до сих пор находят отражения в современных работах по ювенальной юстиции.
Работы по «технике податного обложения», опубликованные в начале XX века, до сих пор изучаются в современных работах по налогообложению.

## Награды и чины
За свои достижения был неоднократно отмечен:
- 22.04.1907 — действительный статский советник;
- орден Святого Владимира IV степени;
- орден Святого Владимира III степени;
- орден Святой Анны II степени;
- орден Святого Станислава II степени.